# Sovjet Top Liga 1939
In 1939 werd de vijfde editie van de Sovjet Top Liga gespeeld voor voetbalclubs uit Sovjet-Unie, in deze tijd heette de competitie nog Groep A. De competitie werd gespeeld van 12 mei tot 12 november. Spartak Moskou werd kampioen.

## Eindstand
| Plaats | Club                 | Wed. | W  | G  | V  | Saldo | Ptn. |
| ------ | -------------------- | ---- | -- | -- | -- | ----- | ---- |
| 1.     | Spartak Moskou       | 26   | 14 | 9  | 3  | 58:23 | 37   |
| 2.     | Dinamo Tbilisi       | 26   | 14 | 5  | 7  | 60:41 | 33   |
| 3.     | CDKA Moskou          | 26   | 14 | 4  | 8  | 68:43 | 32   |
| 4.     | Traktor Stalingrad   | 26   | 13 | 4  | 9  | 50:39 | 30   |
| 5.     | Lokomotiv Moskou     | 26   | 12 | 6  | 8  | 42:39 | 30   |
| 6.     | Metalloerg Moskou    | 26   | 12 | 5  | 9  | 53:50 | 29   |
| 7.     | Dinamo Moskou        | 26   | 12 | 4  | 10 | 60:46 | 28   |
| 8.     | Dinamo Kiev          | 26   | 9  | 8  | 9  | 39:44 | 26   |
| 9.     | Torpedo Moskou       | 26   | 8  | 7  | 11 | 51:51 | 23   |
| 10.    | Dinamo Leningrad     | 26   | 8  | 6  | 12 | 41:56 | 22   |
| 11.    | Stalinets Leningrad  | 26   | 7  | 7  | 12 | 30:46 | 21   |
| 12.    | Stachanovets Stalino | 26   | 5  | 10 | 11 | 40:55 | 20   |
| 13.    | Elektrik Leningrad   | 26   | 6  | 5  | 15 | 32:49 | 17   |
| 14.    | Dinamo Odessa        | 26   | 7  | 2  | 17 | 25:67 | 16   |

|  | Kampioen   |
|  | Degradatie |

De toenmalige namen worden weergegeven, voor clubs uit nu onafhankelijke deelrepublieken wordt de Russische schrijfwijze weergegeven zoals destijds gebruikelijk was, de vlaggen van de huidige onafhankelijke staten geven aan uit welke republiek de clubs afkomstig zijn. 

#### Topschutters
| Speler               | Speler           | Goals | Club              |
| -------------------- | ---------------- | ----- | ----------------- |
| Vlag van Sovjet-Unie | Grigori Fedotov  | 21    | CDKA Moskou       |
| Vlag van Sovjet-Unie | Boris Paitsjadze | 19    | Dinamo Tbilisi    |
| Vlag van Sovjet-Unie | Sergej Kapelkin  | 18    | CDKA Moskou       |
| Vlag van Sovjet-Unie | Viktor Semjokov  | 18    | Spartak Moskou    |
| Vlag van Sovjet-Unie | Ivan Mitronov    | 16    | Metalloerg Moskou |

### Kampioen
| Groep A 1939                       |
| Sovjet Unie                        |
| ---------------------------------- |
| SPARTAK MOSKOU Kampioen (3° titel) |